# Čukovec
Čukovec är en ort i Kroatien.   Den ligger i länet Varaždin, i den nordöstra delen av landet, 70 km nordost om huvudstaden Zagreb. Čukovec ligger 168 meter över havet och antalet invånare är 322.
Terrängen runt Čukovec är lite kuperad. Runt Čukovec är det ganska glesbefolkat, med 21 invånare per kvadratkilometer. Närmaste större samhälle är Koprivnica, 14,7 km sydost om Čukovec. I omgivningarna runt Čukovec växer i huvudsak lövfällande lövskog.